# Костел святого Станіслава (Тарноруда)
Костел святого Станіслава в Тарноруді — римсько-католицька церква в селі Тарноруді Тернопільської области України. Пам'ятка архітектури місцевого значення.

## Відомості
- 1783 — утворено капеланію та збудовано перший (дерев'яний) костел.
- 28 червня 1784 — капеланія перейшла з Кам'янецької до Львівської архідієцезії.
- 1816 — збудовано мурований костел за кошти Є. Чарторийської та С. Любомирського; 25 травня 1827 р. його освятили.
- 1887—1888 — засновано парафію.
- XX ст., 1936—1938 — відремонтований.
- 1940-і-1990 — зачинений радянською владою.